# Солуези
Солуези (на английски: Solwezi, на местния диалект Солвези) е град в Северна Замбия. Намира се в Северозападната провинция, на която е главен административен център на надморска височина около 1235 m. На 14 km от града има мина за добив на медна руда. Шосеен транспортен възел. Населението му е 90 856 жители, по данни от 2010 г.